# Campionati europei cadetti di scherma 2019
I Campionati europei cadetti di scherma del 2019 ("2019 European Cadets Fencing Championships") sono stati organizzati dalla Confederazione europea di scherma e si sono svolti a Foggia in Italia, dal 22 al 26 febbraio 2019.
Nel fioretto, si sono aggiudicati i titoli dei campionati europei il tedesco Arwen Borowiak, che ha battuto in finale il russo Zakhar Kozlov, e l'italiana Matilde Calvanese che ha avuto la meglio sulla magiara Erika Nekifor.
Nella spada il russo Vladimir Tolasov ha battuto in finale il magiaro Levente Bartko, ottenendo il titolo europeo cadetti maschile, mentre tra le donne la magiara Eszter Muhari ha superato la russa Anna Liakhova.
Nella sciabola l'italiano Emanuele Nardella prevale sull'italiano Pietro Torre, mentre la turca Nisanur Erbil ha battuto la russa Mariya Zinyukhina.
Nei campionati europei cadetti a squadre maschili, la nazionale russa ha prevalso nella finale del fioretto contro la Francia, mentre la nazionale italiana ha vinto nella spada contro la formazione magiara, ed infine la nazionale italiana ha avuto la meglio sulla compagine russa nella sciabola.
Nei campionati europei cadetti a squadre femminili, la nazionale russa ha prevalso nella finale del fioretto contro la Francia, l'Ungheria ha vinto nella spada contro la compagine ucraina, ed infine la formazione magiara ha avuto la meglio sulla nazionale russa nella sciabola.

## Podi

### Uomini
| Specialità  | Oro                                                                    | Argento                                                                       | Bronzo                                                            |
| Individuali |                                                                        |                                                                               |                                                                   |
| Fioretto    | Arwen Borowiak                                                         | Zachar Kozlov                                                                 | Tommaso Martini Borna Špoljar                                     |
| Spada       | Vladimir Tolasov                                                       | Levente Bartkó                                                                | Dario Remondini Simone Mencarelli                                 |
| Sciabola    | Emanuele Nardella                                                      | Pietro Torre                                                                  | Giorgio Marciano Antonio Heathcock                                |
| A squadre   |                                                                        |                                                                               |                                                                   |
| Fioretto    | Russia Egor Barannikov Anton Korablin Zachar Kozlov Dmitrij Osipov     | Francia Valerian Castanie Eliot Chagnon Paul-Antoine De Belval Jean Guillaume | Ungheria Soma Horváth Andor Mihályi Gergő Szemes Gergely Tóth     |
| Spada       | Italia Filippo Armaleo Simone Mencarelli Enrico Piatti Dario Remondini | Ungheria Levente Bartkó Zsombor Keszthelyi Benedek Ko Maruan Osman-Touson     | Russia Kirill Gurov Nikita Chomenko Egor Lomaga Vladimir Tolasov  |
| Sciabola    | Italia Marco Abate Giorgio Marciano Emanuele Nardella Pietro Torre     | Russia Michail Alpaidze Dmitrij Nasonov Artem Terechov Razil Zakirov          | Ungheria Gergő Horváth Konrad Ondrik Levente Pinter Zoltan Szanto |

### Donne
| Specialità  | Oro                                                                                    | Argento                                                                    | Bronzo                                                                           |
| Individuali |                                                                                        |                                                                            |                                                                                  |
| Fioretto    | Matilde Calvanese                                                                      | Erika Nekifor                                                              | Margherita Lorenzi Aleksandra Korablina                                          |
| Spada       | Eszter Muhari                                                                          | Anna Liachova                                                              | Lili Büki Alicja Klasik                                                          |
| Sciabola    | Nisanur Erbil                                                                          | Marija Zinjuchina                                                          | Gaia Pia Carella Angelina Okutina                                                |
| A squadre   |                                                                                        |                                                                            |                                                                                  |
| Fioretto    | Russia Anastasija Beznosikova Alina Borodaenko Aleksandra Korablina Valerija Rassolova | Francia Cyrielle Darde Lisa Lezinska Victoire Marcaillou Venissia Thepaut  | Ucraina Kateryna Budenko Nikoletta Korlat Alina Poloziuk Olga Sopit              |
| Spada       | Ungheria Lili Büki Kincső Kollar Eszter Muhari Rita Szarvas                            | Ucraina Anna Chernyšova Ksenija Makaruščenko Jeva Mazur Darija Sadova      | Polonia Zofia Janelli Alicja Klasik Karolina Staszulonek Kinga Zgryźniak         |
| Sciabola    | Ungheria Kata Bathory Sugár Katinka Battai Kira Keszei Luca Szűcs                      | Russia Daria Monuchova Angelina Okutina Vlada Plechanova Marija Zinjuchina | Italia Gaia Pia Carella Lucrezia Del Sal Benedetta Fusetti Federica Guzzi Susini |